# Горнад
Горнáд (словац. Hornád, угор. Hernád) — річка в Словаччині і Угорщині, притока Слани, басейн Тиси.

## Географія
Річка Горнад бере початок у Низких Татрах у підніжжя гори Кральова голя. Тече на схід, в районі села Кісак повертає на південь. Протікає через словацькі історичні області Спиш і Абов. В Угорщині протікає по території медьє Боршод-Абауй-Земплен.
На Горнаді розташовано міста Кромпахи, Спиські Влахи, Списька Нова Весь, Кошиці. На річці декілька гідроелектростанцій; водосховище Мала Лодіна.
Довжина річки становить 286 км, з них 193 км річка протікає по території Словаччини. Площа басейну річки становить 5500 км². Головні притоки — Гнилець, Ольшава, Свінка, Ториса.

## Пам'ятки
Річка протікає територією національного парку Словацький Рай.

## Галерея

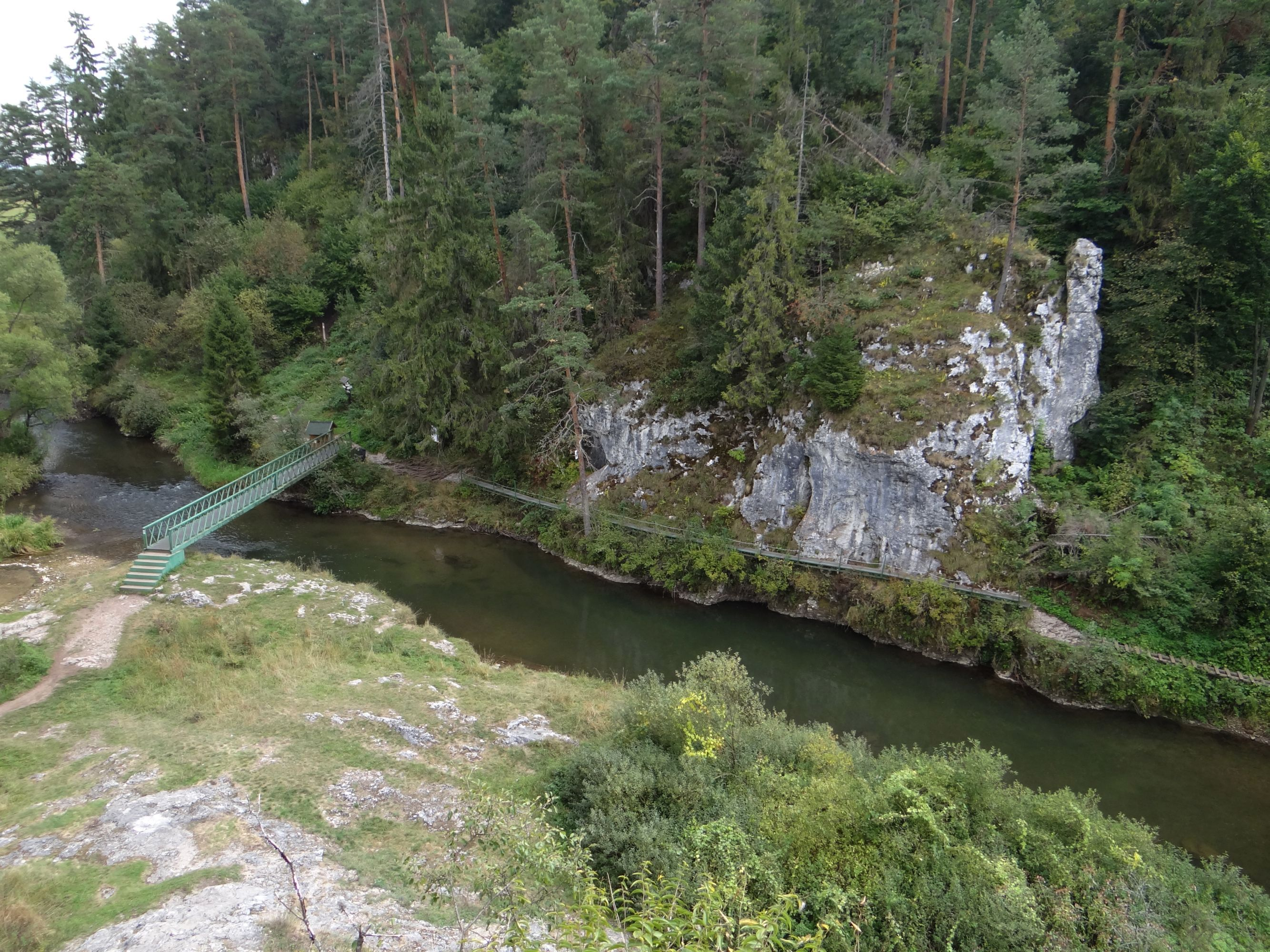
Горнад в горищній частині